# Mikhaïl Kozlovski
Pour les articles homonymes, voir Kozlovski.
Mikhaïl Ivanovitch Kozlovski, né le 6 novembre 1753 à Saint-Pétersbourg et mort dans la même ville le 30 septembre 1802, est un sculpteur néoclassique russe actif au siècle des Lumières.

## Biographie
Il commence sa formation à l'Académie impériale des beaux-arts avec Anton Lossenko en 1764, puis se rend à Rome en 1774 et à Paris en 1779. Bien que ses premières œuvres fassent référence au baroque, Kozlovski finit par adapter son style à celui  de la monumentalité néoclassique. 
En 1788, il retourne à Paris avec pour mission de superviser les étudiants russes à l'étranger. 
Il est par la suite nommé professeur à l'Académie des beaux-arts en 1794 et enseigne aux jeunes étudiants sculpteurs de Saint-Pétersbourg jusqu'à sa mort.
Parmi ses œuvres classiques figure la statue en bronze doré de Samson fendant les mâchoires du lion (1800-1802), pièce centrale de la Grande Cascade du palais de Peterhof, qui symbolise la victoire de la Russie sur la Suède lors de la Grande guerre du Nord (1700-1721). 
Après avoir été pillée par les Allemands pendant la Seconde Guerre mondiale, une statue de remplacement est installée en 1947. 
Koslovski est enterré à Saint-Pétersbourg au cimetière ND de Smolensk. En 1931, il est transféré au cimetière Saint-Lazare, près du monastère Saint-Alexandre-Nevski.  

## Œuvres

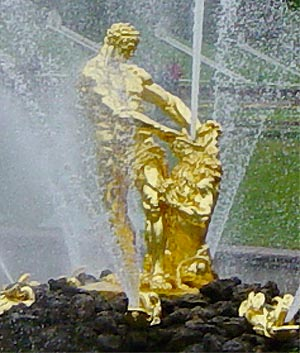
La sculpture de Samson dans la fontaine centrale du parc de Peterhof
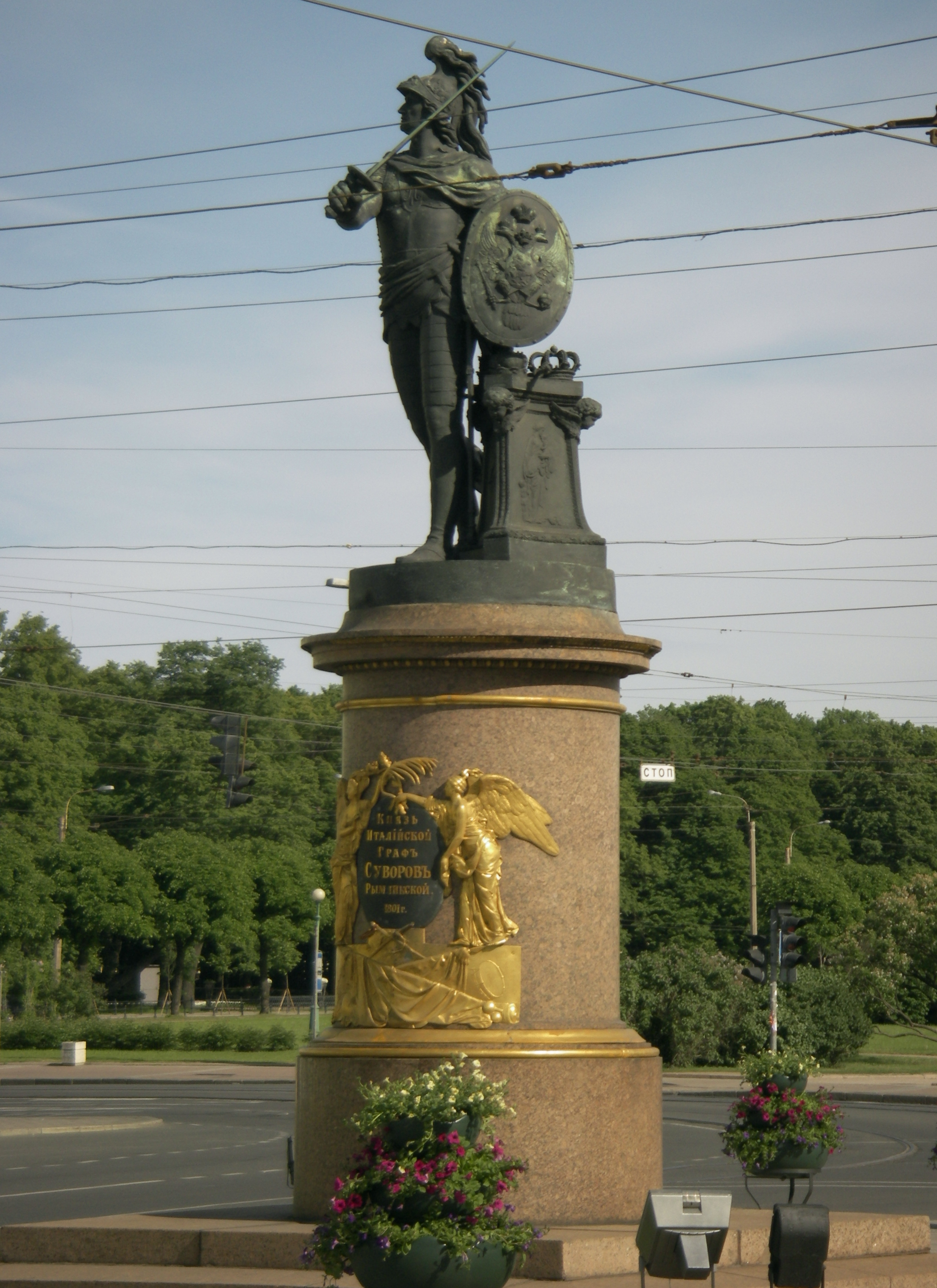
Monument Souvorov : Alexandre Souvorov en jeune Mars, Saint-Pétersbourg (1799-1801)
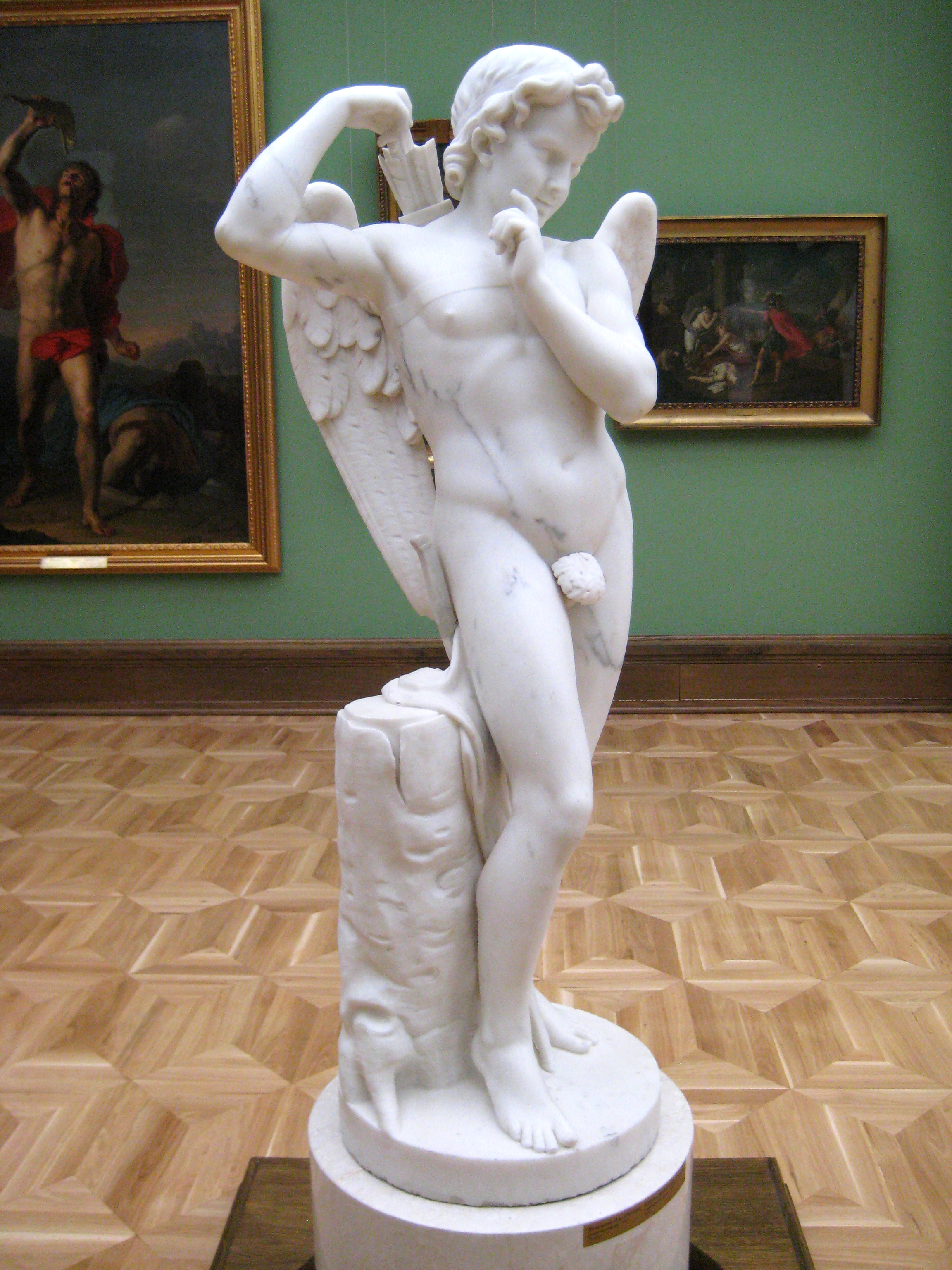
Éros (1797)
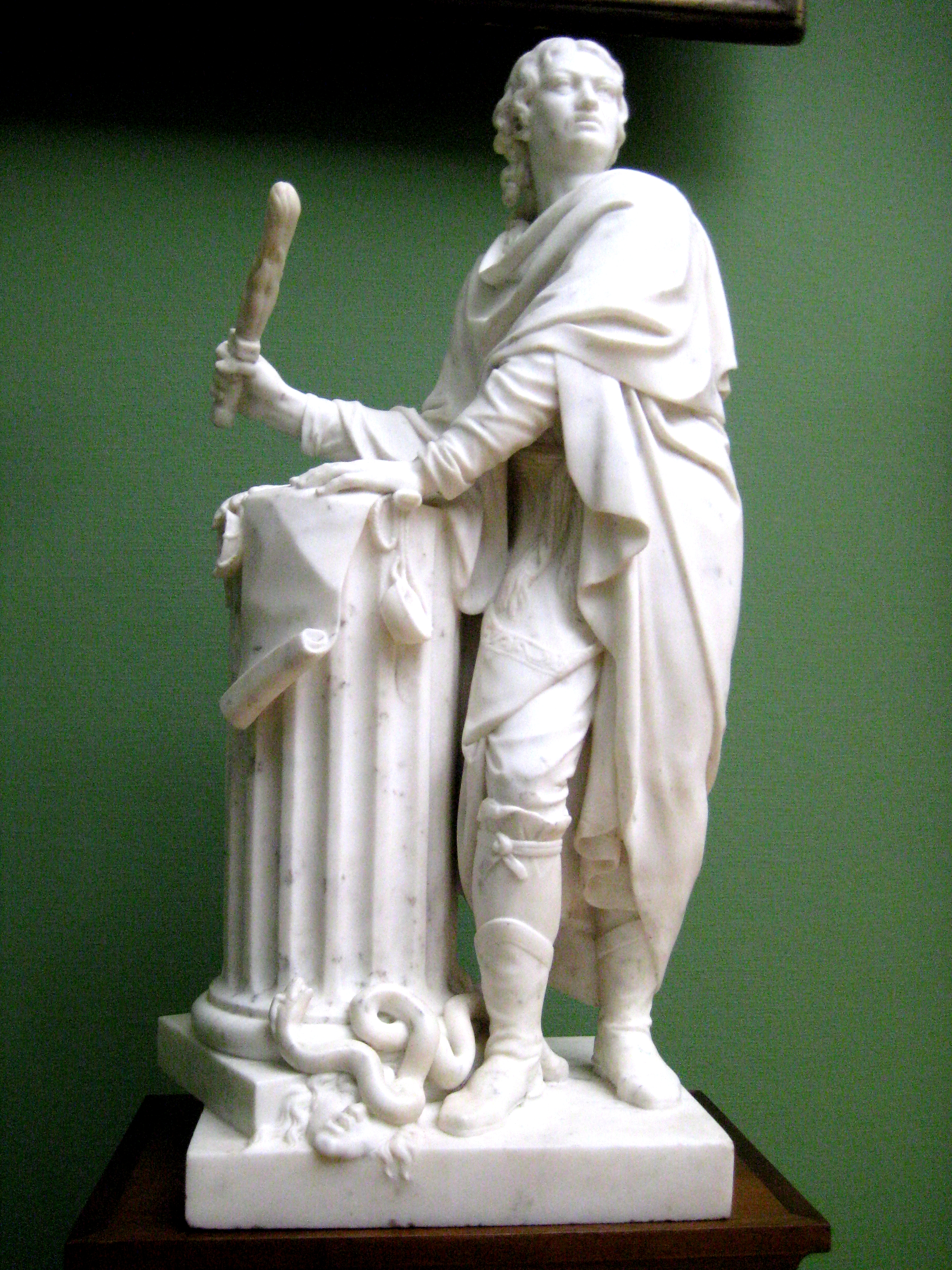
Jacob Dolgorouky brûlant l'arrêté royal (1796)
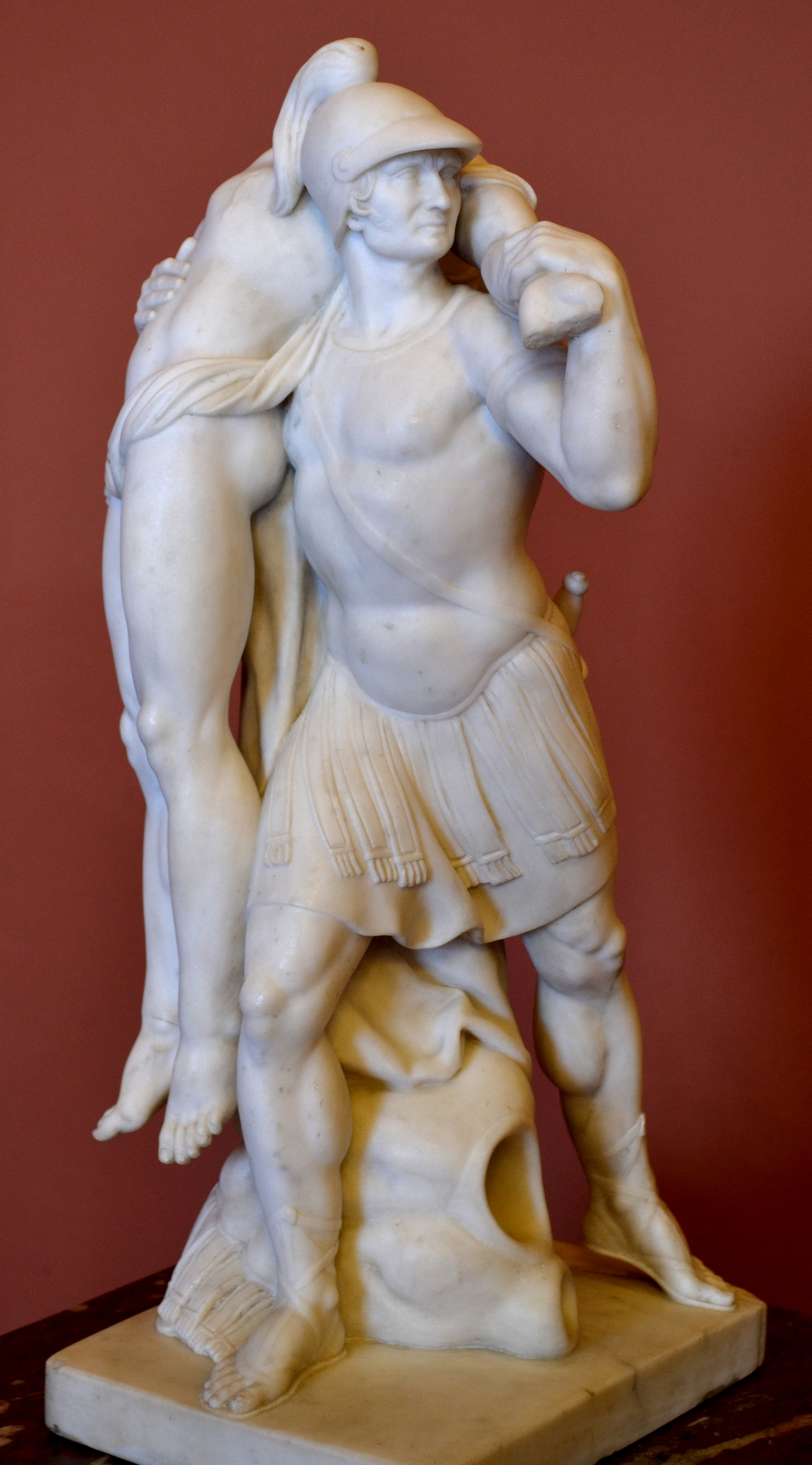
Ajax protège le corps de Patrocle
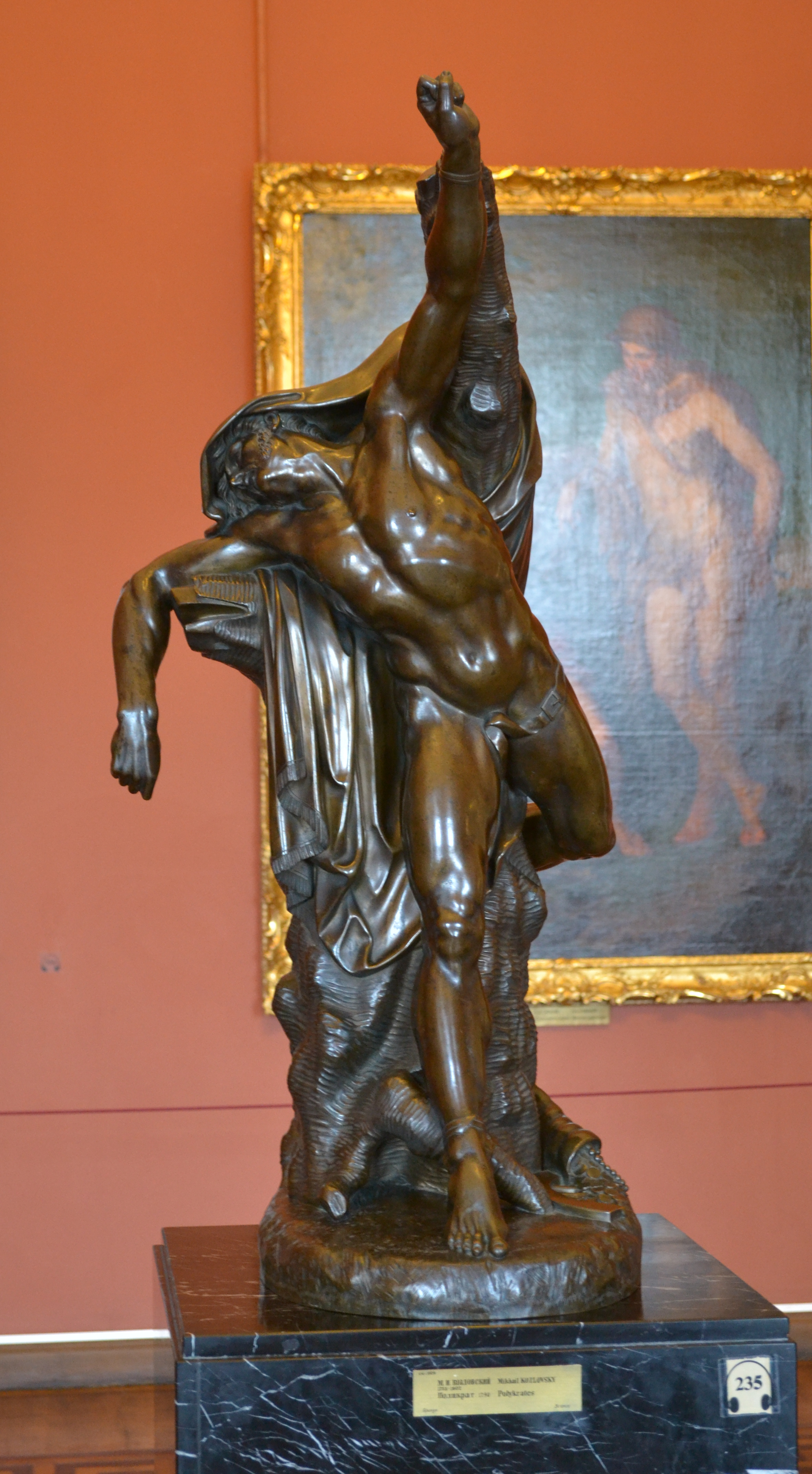
Polycrate (1790)